# The Authority

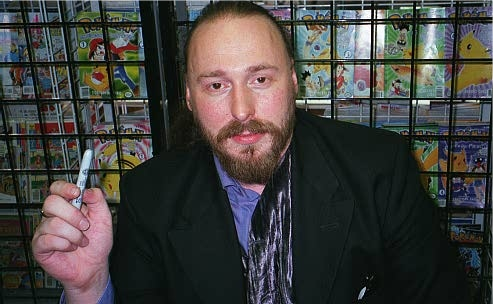
Warren Ellis

The Authority is een Amerikaanse comicreeks uitgegeven onder het Wildstorm-label van uitgeverij DC Comics. De serie over een onconventionele groep superhelden werd gecreëerd door Warren Ellis en Bryan Hitch.
Veel van de personages in The Authority maakten eerder deel uit van de titel Stormwatch, een ter ziele gegane reeks waaraan Ellis eerder werkte. Het Authority-team is wisselend van samenstelling. De originele groep bestond uit Jenny Sparks, Apollo, Midnighter, Jeroen Thorndike (The Doctor), Angela Spica (de tweede Engineer), Jack Hawksmoor, Shen-Li Min (Swift)

## Series
The Authority bestaat sinds december 2006 uit drie officiële series. De eerste besloeg 29 delen. Serie twee liep van #0 tot en met #14 en liep verder als The Authority: Revolution #1-12.
The Authority werd tot dusver verzameld in:
Vol.1:
- Relentless (#1-8)
- Under New Management (#9-16)
- Earth Inferno and Other Stories (#17-20, Annual 2000, Summer Special)
- Transfer of Power (#22-29)

en
- The Absolute Authority Vol. 1 (#1-12)
- The Absolute Authority Vol. 2 (#13-20, 22, & 27-29)

Vol.2:
- Harsh Realities (collects Vol 2 # 0-5)
- Fractured Worlds (collects Vol 2 # 6-14)
- The Authority: Revolution Book 1 (#1-6)
- The Authority: Revolution Book 2 (#7-12)